# Équipe cycliste Olimpic Autoconstruct
L'équipe cycliste Olimpic Autoconstruct est une équipe cycliste roumaine participant aux circuits continentaux de cyclisme et en particulier l'UCI Europe Tour.
À la fin de sa première année d'existence, l'équipe redescend au niveau élite 2.

## Saison 2008

### Effectif
| Coureur                           | Date de naissance | Nationalité | Équipe 2007 |
| --------------------------------- | ----------------- | ----------- | ----------- |
| Lucian-Nicolae Bolbose            | 02.02.1989        | Roumanie    | Néo-pro     |
| Alexandr Braico                   | 05.03.1988        | Moldavie    | Néo-pro     |
| Sergiu Catan                      | 26.06.1987        | Moldavie    | Néo-pro     |
| Denis Cioban (depuis juin)        | 27.06.1985        | Moldavie    | Néo-pro     |
| Marius Cojocaru                   | 14.08.1988        | Roumanie    | Néo-pro     |
| Adrian Ionescu Traian             | 04.08.1989        | Roumanie    | Néo-pro     |
| Laszlo Madaras                    | 09.08.1986        | Roumanie    | Néo-pro     |
| Ionel Rusu                        | 09.08.1989        | Roumanie    | Néo-pro     |
| Mihail Rusu                       | 05.02.1988        | Roumanie    | Néo-pro     |
| Konstantin Shamray (depuis 15.08) | 16.11.1985        | Russie      | Néo-pro     |
| Serghei Țvetcov                   | 29.12.1988        | Moldavie    | Néo-pro     |